# Etelhardo da Cantuária
Etelhardo (em latim: Aethelhardus, Aedilhardus; em inglês antigo: Eadilheard, Aedilhad, Aeðilhard(us), Æðelheard(us), Aedelheard, Æðelherd, Aeilheard, Æþelheard(us), Aeðelhard(us), Æthelheard(us), Edihard, Aðelard, Aðelhard(us), Athelward), Atelhardo (em latim: Athelhardus), Edelardo (em latim: Edelardus; em inglês antigo: Edilhard), Atelardo (em latim: Athelardus; em inglês antigo: Athelard), Atilhardo (em latim: Athilhardus), Etelherdo (em latim: Aethelherdus) ou Etelardo (em latim: Ethelardus; m. 12 de maio de 805) foi bispo de Vintônia e então arcebispo da Cantuária na Alta Idade Média. Nomeado pelo rei Ofa da Mércia, Etelhardo teve dificuldades com os monarcas de Câncio e com um arcebispado rival no sul da Britânia, e foi deposto cerca de 796 por Edberto III. Cerca de 803, Etelhardo, junto do rei mércio Cenúlfo, assegurou a remoção do arcebispo rival, novamente fazendo a Cantuária único arcebispado ao sul do Humber. Etelhardo morreu em 805, e foi tido como santo até seu culto ser suprimido após a conquista normanda em 1066.

## Vida

### Vintônia e Cantuária

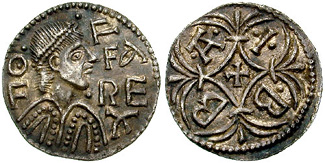
Pêni diademado de Ofa

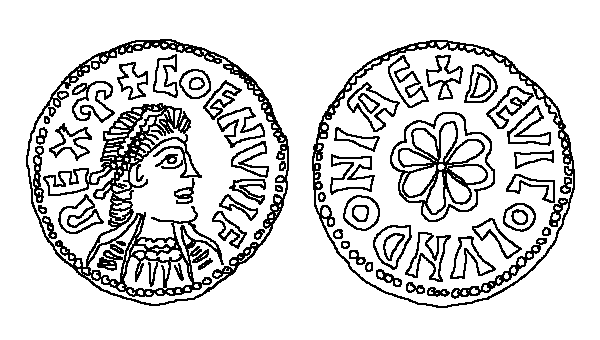
Manco de Cenúlfo

Nada se sabe sobre seus familiares ou primeiros anos, porém se assume que foi nativo da Mércia. Sua primeira aparição nas fontes históricas registra-o como abade de um mosteiro em Louth, no Condado de Lincólnia antes de ser nomeado à diocese de Vintônia.  Foi consagrado bispo de Vintônia em algum momento após 759 ou antes de 778. Etelhardo foi transladado da sé de Vintônia à sé da Cantuária em 792 e foi entronado como arcebispo em 21 de julho de 793. Devia sua nomeação ao rei Ofa e a entronização foi presidida pelo então bispo sênior: Higeberto de Lichfield. Ofa falou com Alcuíno sobre o procedimento adequado, pois o arcebispado de Lichfield foi recém-criado.
Por volta de 796, foi deposto por Edberto III por sua nomeação por Ofa. Ofa morreu em 796 e Edberto controlou Câncio, forçando-o a fugir à corte do filho de Ofa, Egfrido da Mércia. Egfrido morreu antes de 796 e um parente distante chamado Cenúlfo tomou o trono. Alcuíno encorajou Etelhardo a retornar à Cantuária e sugeriu um compromisso pelo estatuto de Lichfield, que foi estabelecido por Ofa em rivalidade a Cantuária. O plano de Alcuíno teria permitido a Higeberto reter o estatuto arcebispal em vida, mas seria uma posição puramente cerimonial. Desse modo, a Cantuária reganharia o estatuto de único arcebispado ao sul do Humber e Etelhardo retornaria à Cantuária. Porém Etelhardo foi incapaz de fazê-lo enquanto Edberto ainda estava no poder. Alcuíno tinha afirmou que Lichfield foi elevado devido ao "desejo de poder", presumivelmente de Ofa, e não através de qualquer consideração sobre os méritos do plano.
Embora Alcuíno garantiu a libertação da Cantuária para Etelheardo, o papado viu de modo diferente. Leão III incitou Etelhardo a fugir e se recusar a submissão a Edberto, a quem Leão comparou ao imperador romano Juliano, o Apóstata (r. 361–363). Há indícios de que a comunidade de Câncio considerou a eleição de outro arcebispo enquanto Etelhardo estava no exílio.

### Problemas com Lichfield

Dioceses anglo-saxãs antes de 925

Por Lichfield ter sido estabelecida pelo papado, qualquer mudança em seu estatuto requiriu consentimento papal. A primeira embaixada de Cenúlfo para Leão III em 797 ao rebaixamento de Lichfield não foi bem sucedida, sobretudo porque Leão parece ter ressentido o implicado criticismo de seu predecessor Adriano I, que aprovou a eleição de Lichfield. A embaixada de Cenúlfo portava uma carta ao papa que solicitava o conselho papal sob como resolver os problemas em torno de Lichfield e Cantuária. Ele lembrou o velho esquema do papado de Gregório, o Grande para ter dois metropolitas na Britânia, um no norte e um no sul, com o sul sediado em Londres. A carta implicava que Cenúlfo estava pedindo que a sé metropolita de Etelhardo fosse transferida para Londres. A mesma embaixada também levava uma carta de Etelhardo, que não sobreviveu. O papa, porém, não concordou com a embaixada e em sua resposta afirmou que o arcebispado sul deveria permanecer na Cantuária, bem como excomungou Edberto e autorizou sua expulsão de Câncio se persistisse em manter Etelhardo fora da Cantuária.
Em 798, Cenúlfo invadiu Câncio e capturou Edberto, a quem cegou e aprisionou. Etelhardo foi restaurado na Cantuária, onde começou a restaurar as posses da sé. Ele também conseguiu assegurar profissões de obediência para alguns bispos sulistas, incluindo Edúlfo de Lindsey e Tifredo de Dummoc. Mas, Higeberto ainda era chamado de arcebispo em 799. O papa Leão estava envolvido em disputas em Roma durante 799 e 800 e foi incapaz de poupar atenção aos assuntos anglo-saxões e nenhuma decisão papal  pôde ser feita nessa disputa. Etelhardo resolveu ir a Roma e consultou o papa sobre o declínio no poder da sé da Cantuária. O arcebispo foi a Roma junto do bispo Cineberto de Vintônia e levava duas cartas de Cenúlfo. Após algumas discussões, Leão apoiou a Cantuária e rebaixou Lichfield ao bispado. Após dessas ações papais, há indícios de que o clero catedrático da Cantuária nunca reconheceu a elevação de Lichfield.

### Retorno do exílio
Etelhardo retornou em 803 e reuniu o Concílio de Clovecho, que decretou que nenhum arcebispado além da Cantuária seria estabelecido no sul da Britânia. Higeberto participou do concílio, mas como abade, o que deixa aparente sua resignação de sua sé antes do concílio. No mesmo concílio, Etelhardo também apresentou a decisão papal que declarava a liberdade das igrejas da autoridade secular. Enquanto no concílio, Etelhardo mais uma vez proclamou que o papado havia sido enganado para elevar Lichfield, e que era um "poder tirânico" que estivera por trás do esforço. Etelhardo presidiu ao menos 11 sínodos, ou mesmo 12. Etelhardo morreu em 12 de maio de 505 e foi sepultado na Cantuária. Ele foi mais tarde reverenciado como santo, com sua festa em 12 de maio, mas seu culto foi suprimido pelo arcebispo Lanfranco no final do século XI e nunca foi revivido.